# Клайв Вайлдерспін
Клайв Вайлдерспін (англ. Clive Wilderspin; нар. 3 квітня 1930) — колишній австралійський тенісист.
Найвищим досягненням на турнірах Великого шолома були фінали в парному розряді.

## Фінали турнірів Великого шолома

### Парний розряд: (2 поразки)
| Результат | Рік  | Турнір              | Покриття | Партнер     | Суперники                | Рахунок       |
| --------- | ---- | ------------------- | -------- | ----------- | ------------------------ | ------------- |
| Поразка   | 1953 | Чемпіонат Франції   | Ґрунт    | Мервін Роуз | Лью Гоуд Кен Роузволл    | 2–6, 1–6, 1–6 |
| Поразка   | 1954 | Чемпіонат Австралії | Трава    | Ніл Фрейзер | Рекс Гартвіг Мервін Роуз | 3–6, 4–6, 2–6 |